# Стрельцов, Владимир Фёдорович (хоккеист)
Владимир Фёдорович Стрельцов (род. 20 февраля 1953) — советский хоккеист, нападающий.
Всю недолгую карьеру (1969/70 — 1973/74) отыграл в составе ленинградского СКА. В первых двух сезонах провёл по одной игре, в трёх следующих — 54, забил три гола.

## Достижения
- Серебряный призёр юниорского чемпионата Европы 1972.
- Обладатель Кубка Шпенглера 1971